# Jon Bon Jovi

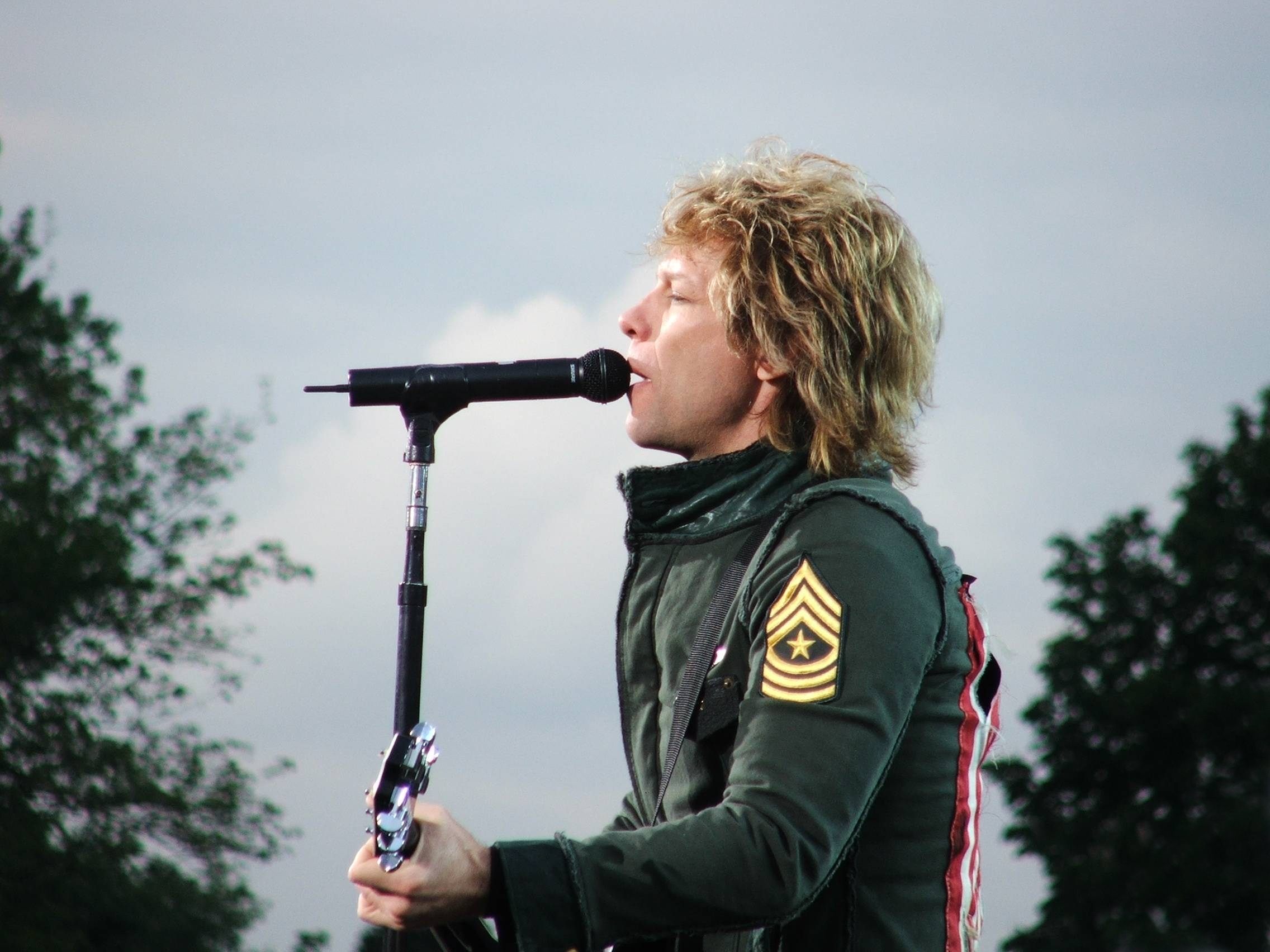
Jon Bon Jovi în concert, Nijmegen, 2006

John Francis Bongiovi, Jr. (n. 2 martie 1962, Perth Amboy, New Jersey, Statele Unite), cunoscut ca Jon Bon Jovi, este un actor, cântăreț, chitarist și compozitor american, lider și vocalist al formației Bon Jovi. 
A fost ales de revista „People” (din SUA) între primii 50 cei mai frumoși oameni din lume în 1996, iar în noiembrie 2000 aceeași revistă l-a desemnat cel mai sexy star rock. 
A fost audiat pentru rolul lui Ashe din „The Crow: City of Angels” (1996), dar a pierdut în favoarea actorului francez Vincent Perez.
Are patru copii cu Dorothea Hurley: Rose (n. 1993), Jesse James Louis (n. 1995), Jacob Hurley (n. 2002) și Romeo Jon (n. 2004). 
Cântecul „August 7” de pe albumul său solo „Destination Anywhere” a fost dedicat fiicei prietenului și managerului său Paul Korzilius, care a murit la vârsta de 6 ani în data de 7 august 1996, în circumstanțe misterioase. 
A început să fumeze în 1994 în timpul filmărilor pentru „Moonlight and Valentino”. S-a lăsat o vreme, pentru a fuma din nou după turneul din 1996 din simplul motiv că îi place să fumeze.
Mama sa este Carol Sharkey, unul dintre primii iepurași Playboy.
Bon Jovi este acționar majoritar al Philadelphia Soul (echipa care joacă în Arena Football League).
Trupa sa „Bon Jovi” a devenit cunoscută după ce a câștigat un concurs organizat de un post de radio din New York, la începutul anilor `80. Cântecul câștigător a fost „Runaway”.
Albumul „Have a Nice Day” a ajuns pe locul I în Australia, Olanda, Austria, Germania și Canada după doar o săptămână de la lansare. 

## Filmografie
| An   | Titlu                          | Rol                                        |
| ---- | ------------------------------ | ------------------------------------------ |
| 1990 | Young Guns II                  | Pit inmate shot back into pit (necreditat) |
| 1995 | Moonlight and Valentino        | The Painter                                |
| 1996 | The Leading Man                | Robin Grange                               |
| 1997 | Little City                    | Kevin                                      |
| 1997 | Destination Anywhere: The Film | Jon                                        |
| 1998 | No Looking Back                | Michael                                    |
| 1998 | Homegrown                      | Danny                                      |
| 1998 | Row Your Boat                  | Jamey Meadows                              |
| 2000 | U-571                          | Lieutenant Pete Emmett                     |
| 2000 | Pay It Forward                 | Ricky McKinney                             |
| 2002 | Vampires: Los Muertos          | Derek Bliss                                |
| 2005 | Cry Wolf                       | Rich Walker                                |
| 2006 | National Lampoon's Pucked      | Frank Hopper                               |
| 2011 | New Year's Eve                 | Daniel Jensen                              |

| An   | Titlu            | Rol             | Note                                    |
| ---- | ---------------- | --------------- | --------------------------------------- |
| 1999 | Sex and the City | Seth            | Episodul: "Games People Play"           |
| 2002 | Ally McBeal      | Victor Morrison | 10 episoade                             |
| 2006 | The West Wing    | El însuși       | Episodul: "Welcome to Wherever You Are" |
| 2010 | 30 Rock          | El însuși       | Episodul: "Anna Howard Shaw Day"        |

## Discografie solo
| Albume de studio - Blaze of Glory – Young Guns II (1990) - Destination Anywhere (1997) | Compilații - John Bongiovi: The Power Station Years (199 - The Power Station Years: The Unreleased Recordings (2001) - At The Starland Ballroom Live (2009) |